# Volvo V40
De Volvo V40 is een auto die door Volvo werd geproduceerd van 2012 tot 2019 in Gent.
Op 6 maart 2012 werd de geheel nieuwe Volvo V40 onthuld op de Autosalon van Genève in 2012. De nieuwe V40 is een compleet nieuw ontworpen vijfdeurs compacte middenklasse-hatchback en zal zich als zodanig roeren in het segment van de BMW 1-serie, de Audi A3 en de Mercedes-Benz A-klasse. De V40 vervangt de Volvo S40, de Volvo V50 en de Volvo C30.
De V40 is met drie diesel- en drie benzinemotoren verkrijgbaar. De topversie, een 2,5-liter benzinemotor met turbolader, heeft een vermogen van 187kW (254pk). Een start-stopsysteem is standaard net als een remenergie-terugwinsysteem. Er is een handgeschakelde versnellingsbak alsook een automaat beschikbaar.

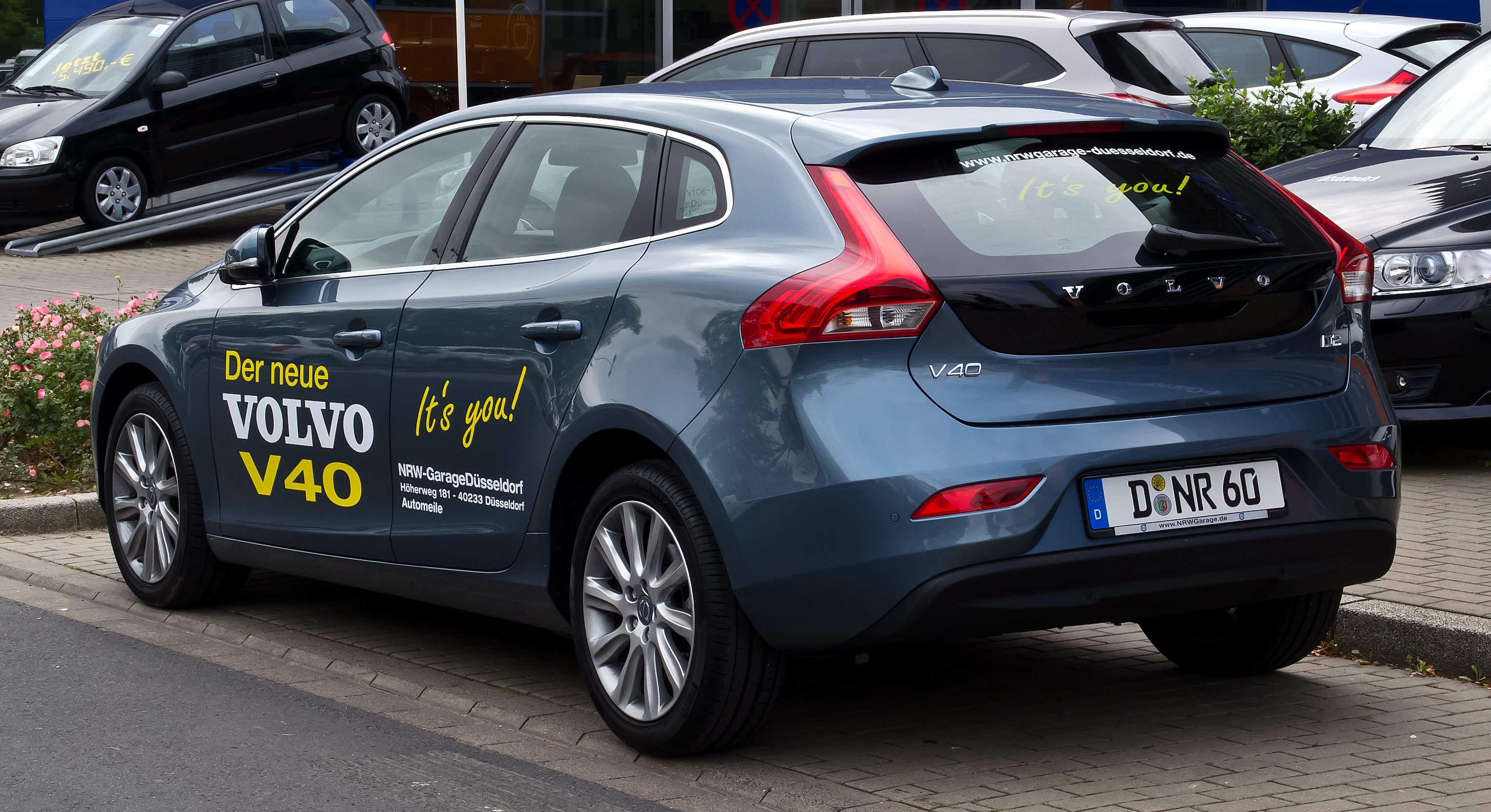
Achteraangezicht Volvo V40 D2 Summum

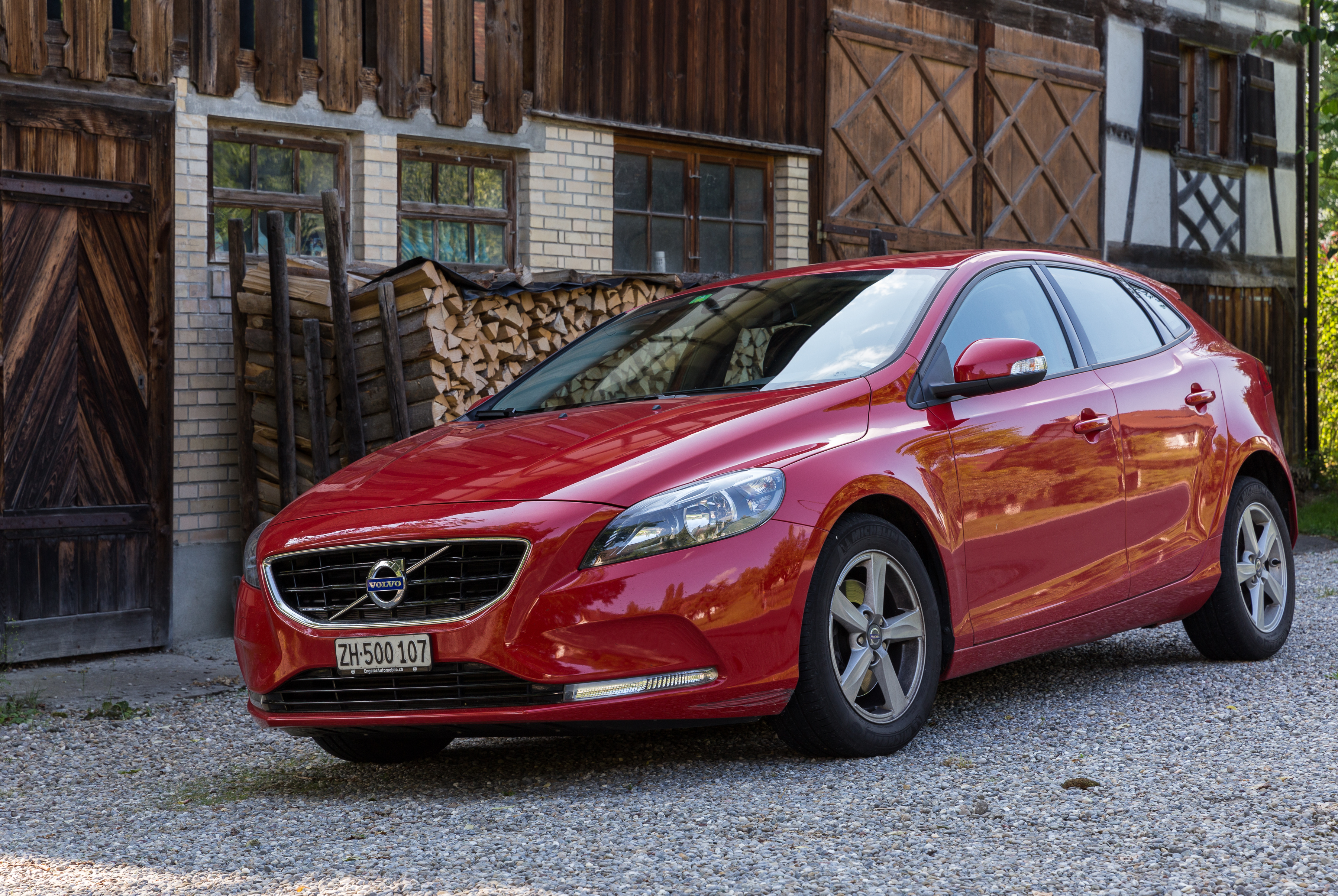
Volvo V40 D2 in Zwitserland

## Voetganger-airbag
Een bijzonderheid is de voetganger-airbag. De V40 is de eerste auto die deze aan boord kreeg. Bij een aanrijding klapt de motorkap een stuk open en de airbag bedekt de bovenkant van de motorkap en de A-stijlen van de auto. Op deze manier wordt het letselgevaar voor de voetganger behoorlijk verminderd. Volvo kon door het gebruik van deze airbag ook de ruimte tussen de motorkap en de motor verkleinen, aangezien een verbandhoudende EuroNCAP-eis door het gebruik van de airbag verviel.

## Volvo V40 Cross Country
De Volvo V40 Cross Country is een versie van de V40 die 40 millimeter hoger op de wielen staat en voorzien is van een stoerder bodywork. Hij is geen echte SUV en heet volgens Volvo's nieuwe naamgevingsstrategie niet XC40 maar V40 Cross Country. De XC-toevoeging gebruikt Volvo in de toekomst voor SUV's. Cross Country dient als aanduiding voor all-roadversies van de hatchbacks en stationwagons.
De maximale velggrootte is 19 inch. Het front is herkenbaar aan de honingraatgrille en matzwarte onderbumper met opstaande dagrijverlichting. Aan de zijkant zitten kunststofskirts en de achterkant valt op door een zogenaamde 'skid plate' met daarin de inscriptie "Cross Country".
De enige versie met vierwielaandrijving is de T5 met 254 pk; alle andere versies hebben voorwielaandrijving. Deze T5, die is gekoppeld aan een zestraps Geartronic-automaat en Hill Descent Control aan boord heeft, verbruikt 7,8 l op 100 km. Daaronder zit de 1,6-liter T4 met 180 pk, leverbaar met zestraps Powershift of handgeschakelde zesversnellingsbak. Deze T4 verbruikt gemiddeld 5,5 l op 100 km en heeft een Co2-uitstoot van 129 g/km.
De sterkste diesel is een vijfcilinder 2.0 D4 met 177 pk, met een verbruik van 4,4 l/100 km (Co2-uitstoot 117 g/km). Met automaat is dat 5,2 l/100 km (137 g/km). Dan volgt de 2.0 D3 met 150 pk en de 1.6 D2 met 115 pk. Deze produceert 99 g uitstoot per kilometer en heeft een gemiddeld verbruik van 3,8 l/100 km. Deze laatste versie heeft een handgeschakelde zesversnellingsbak en een start/stop-systeem.
De Volvo V40 Cross Country werd in 2012 geïntroduceerd op de Salon van Parijs. Sinds november van dat jaar wordt de auto geproduceerd in Gent.

## Motoren
|                                                      | T2                                         | T3                                         | T4                                         | T4                                  | T5                                  | T5                                      | D2                                      | D3                                  | D4                                  | D4                           |
| ---------------------------------------------------- | ------------------------------------------ | ------------------------------------------ | ------------------------------------------ | ----------------------------------- | ----------------------------------- | --------------------------------------- | --------------------------------------- | ----------------------------------- | ----------------------------------- | ---------------------------- |
| Jaargang                                             | sinds 05/2013                              | sinds 05/2012                              | sinds 05/2012                              | sinds 01/2013                       | sinds 01/2013                       | sinds 10/2012                           | sinds 05/2012                           | sinds 05/2012                       | sinds 05/2012                       | sinds 08/2014                |
| Motortype                                            | Benzinemotor                               | Benzinemotor                               | Benzinemotor                               | Benzinemotor                        | Benzinemotor                        | Benzinemotor                            | Dieselmotor                             | Dieselmotor                         | Dieselmotor                         | Dieselmotor                  |
| Motoridentificatie                                   | B4164T2                                    | B4164T3                                    | B4164T                                     | B5204T8                             | B5204T9                             | B5254T12                                | D4162T                                  | D5204T6                             | D5204T4                             |                              |
| Cilinderaantal                                       | Viercilinder-in lijn met turbolader (GTDi) | Viercilinder-in lijn met turbolader (GTDi) | Viercilinder-in lijn met turbolader (GTDi) | Vijfcilinder-in lijn met turbolader | Vijfcilinder-in lijn met turbolader | Vijfcilinder-in lijn met turbolader     | Viercilinder-in lijn met turbolader     | Vijfcilinder-in lijn met turbolader | Vijfcilinder-in lijn met turbolader | Viercilinder-twin-turbo      |
| Cilinderinhoud                                       | 1596 cm³                                   | 1596 cm³                                   | 1596 cm³                                   | 1984 cm³                            | 1984 cm³                            | 2497 cm³                                | 1560 cm³                                | 1984 cm³                            | 1984 cm³                            | 1969 cm³                     |
| Vermogen bij 1/min                                   | 88 kW (120 PS)/ 5700                       | 110 kW (150 PS)/ 5700                      | 132 kW (180 PS)/ 5700                      | 132 kW (180 PS)/ 5000               | 157 kW (213 PS)/ 6000               | 187 kW (254 PS)/ 5400                   | 84 kW (114 PS)/ 3600                    | 110 kW (150 PS)/ 3500               | 130 kW (177 PS)/ 3500               | 140 kw / 4250 (190 PK)       |
| Koppel bij 1/min                                     | 240 Nm (270 Nm Overboost) bij 1600–4000    | 240 Nm (270 Nm Overboost) bij 1600–4000    | 240 Nm (270 Nm Overboost) bij 1600–5000    | 300 Nm bij 2700–4000                | 300 Nm bij 2700–5000                | 360 Nm (400 Nm Overboost) bij 1800–4200 | 270 Nm (285 Nm Overboost) bij 1750–2500 | 350 Nm bij 1500–2750                | 400 Nm bij 1750–2750                | 400 Nm bij 1750              |
| Versnellingsbak, serie                               | 6-versnelling-handgeschakeld               | 6-versnelling-handgeschakeld               | 6-versnelling-handgeschakeld               | 6-versnelling-Geartronic            | 6-versnelling-Geartronic            | 6-versnelling-Geartronic                | 6-versnelling-handgeschakeld            | 6-versnelling-handgeschakeld        | 6-versnelling-handgeschakeld        | 6-versnelling-handgeschakeld |
| Versnellingsbak, optioneel                           | —                                          | —                                          | 6-versnelling-Powershift                   | —                                   | —                                   | —                                       | —                                       | 6-versnelling-Geartronic            | 6-versnelling-Geartronic            | 8-traps automaat             |
| Aandrijving                                          | Voorwiel                                   | Voorwiel                                   | Voorwiel                                   | Voorwiel                            | Voorwiel                            | Voorwiel vierwiel                       | Voorwiel                                | Voorwiel                            | Voorwiel                            | Voorwiel                     |
| Sprint, 0–100 km/h                                   | 9,9 s                                      | 8,8 s                                      | 7,7 s [8,5 s]                              | 8,7 s                               | 7,7 s                               | 6,1 s                                   | 12,3 s                                  | 9,6 s [9,3 s]                       | 8,6 s [8,3 s]                       | 7,4 s                        |
| Topsnelheid                                          | 195 km/h                                   | 210 km/h                                   | 225 [225] km/h                             | 220 km/h                            | 225 km/h                            | 250 km/h                                | 190 km/h                                | 210 [205] km/h                      | 220 [215] km/h                      | 230 km/h                     |
| Verbruik (ECE-testcyclus), gecombineerd over 100 km) | 5,3 l                                      | 5,3 l                                      | 5,5 l [6,1 l]                              | 7,5 l                               | 7,6 l                               | 7,9 l                                   | 3,6–3,8 l                               | 4,3 l [5,2 l]                       | 4,3 l [5,2 l]                       | 3,8 L                        |
| CO2-emissie (g/km) Gecombineerd                      | 124                                        | 124                                        | 129 [143]                                  | 174                                 | 178                                 | 185                                     | 94, 88 (>5-2013)                        | 114 [136]                           | 114 [136]                           | 99                           |
| Emissienorm                                          | Euro 5                                     | Euro 5                                     | Euro 5                                     | Euro 5                              | Euro 5                              | Euro 5                                  | Euro 5                                  | Euro 5                              | Euro 5                              | Euro 6                       |